# Hoheluftbrücke (métro de Hambourg)
Hoheluftbrücke (en allemand : U-Bahnhof Hoheluftbrücke) est une station de la ligne U3 du métro de Hambourg. Elle se situe dans le quartier de Harvestehude, dans l'Eimsbüttel. La station se situe au sud-ouest du Hoheluftbrücke éponyme, qui mène la Hoheluftchaussee au-dessus du canal d'Isebek. Au nord du canal d'Isebek, les quartiers Hoheluft-Ost et Hoheluft-West sont desservis par la station.

## Situation sur le réseau

Plans des lignes
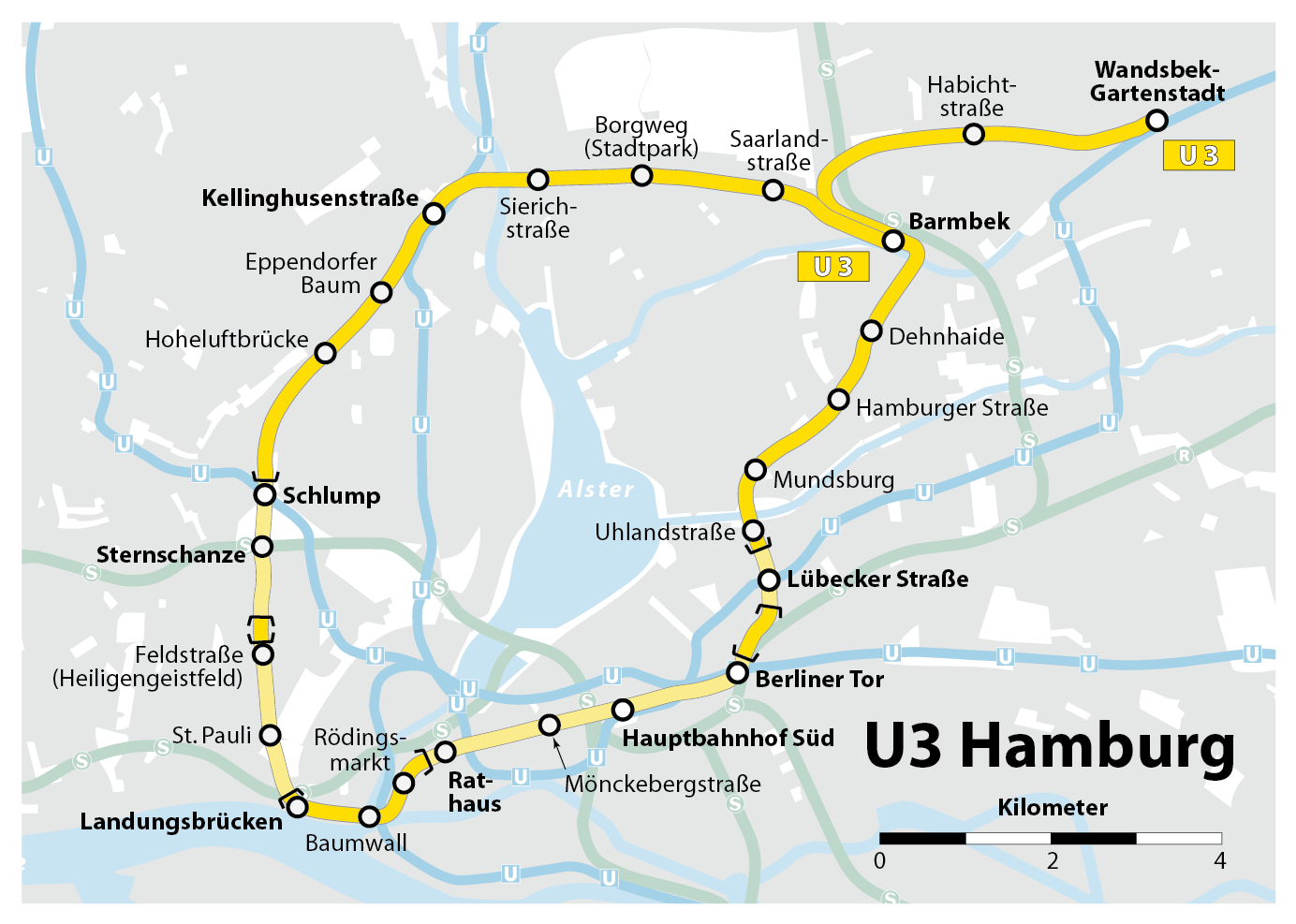
Ligne U3.

## Histoire
La station de métro ouvre avec cinq autres stations sur le troisième tronçon (de la Kellinghusenstrasse à Millerntor) de la ligne périphérique le 25 mai 1912 et est modernisée à plusieurs reprises. Au début des années 1980, le hall d'entrée et l'entrée sont entièrement reconstruits sur une période de construction de deux ans. Un passage ouvert est créé parallèlement à Grindelberg vers Schlankreye, des magasins et un restaurant rapide ainsi qu'un guichet de jetons sont installés ici, les installations d'information et les distributeurs de billets sont modernisés. Le seul escalier existant menant à la plate-forme est équipé d'un escalier mécanique (vers le haut) et un deuxième escalier fixe est ajouté plus au sud-ouest. Le toit de la plate-forme est modernisé et agrandi.
De janvier 2017 à mai 2018, la station est rendue sans obstacle. Un ascenseur est installé à l'extrémité nord-est de la plate-forme, la plate-forme est partiellement surélevée et dotée d'un système de guidage pour les aveugles.

## Services aux voyageurs

### Accès et accueil
La plate-forme es situe sur un talus ferroviaire à l'ouest de la rue Grindelberg qui la traverse ; le hall d'entrée est au niveau de la rue à son extrémité nord-est. La plate-forme centrale fut agrandie de 60 à 90 mètres en direction sud-ouest entre 1926 et 1928. Le tracé du viaduc commence au nord-est de la station et mène au milieu de l'Isestraße jusqu'à la station Eppendorfer Baum.

### Intermodalité
La station est en correspondance avec la ligne 5 du métrobus de Hambourg et la ligne de bus express X35. La ligne de bus de nuit 604 s'arrête également après la fermeture du métro.